# Hépatomégalie
 Mise en garde médicale
L'hépatomégalie (repérable à la palpation chez l'homme) est une hypertrophie du foie c'est-à-dire une augmentation du volume du foie, palpable sous le rebord costal droit. Il peut s'agir d'une augmentation de volume de l'organe en entier, d'un lobe en particulier ou d'un secteur plus circonscrit. Il s'agit d'un signe médical non spécifique dont les causes peuvent être multiples. Parmi ces causes, on peut citer entre autres une infection, des tumeurs hépatiques ou des troubles métaboliques. Selon la cause, une jaunisse peut parfois se manifester.
La partie consommée du foie gras des canards et oies est la résultante d'une hépatomégalie.

## Symptômes
Les symptômes liés à l'hépatomégalie peuvent inclure une perte de poids, un manque d'appétit, une léthargie, une jaunisse et des ecchymoses.
À la palpation, on caractérise l'hépatomégalie comme homogène ou hétérogène, dans ce dernier cas, il s'agit alors de nodules hépatiques.

## Diagnostic

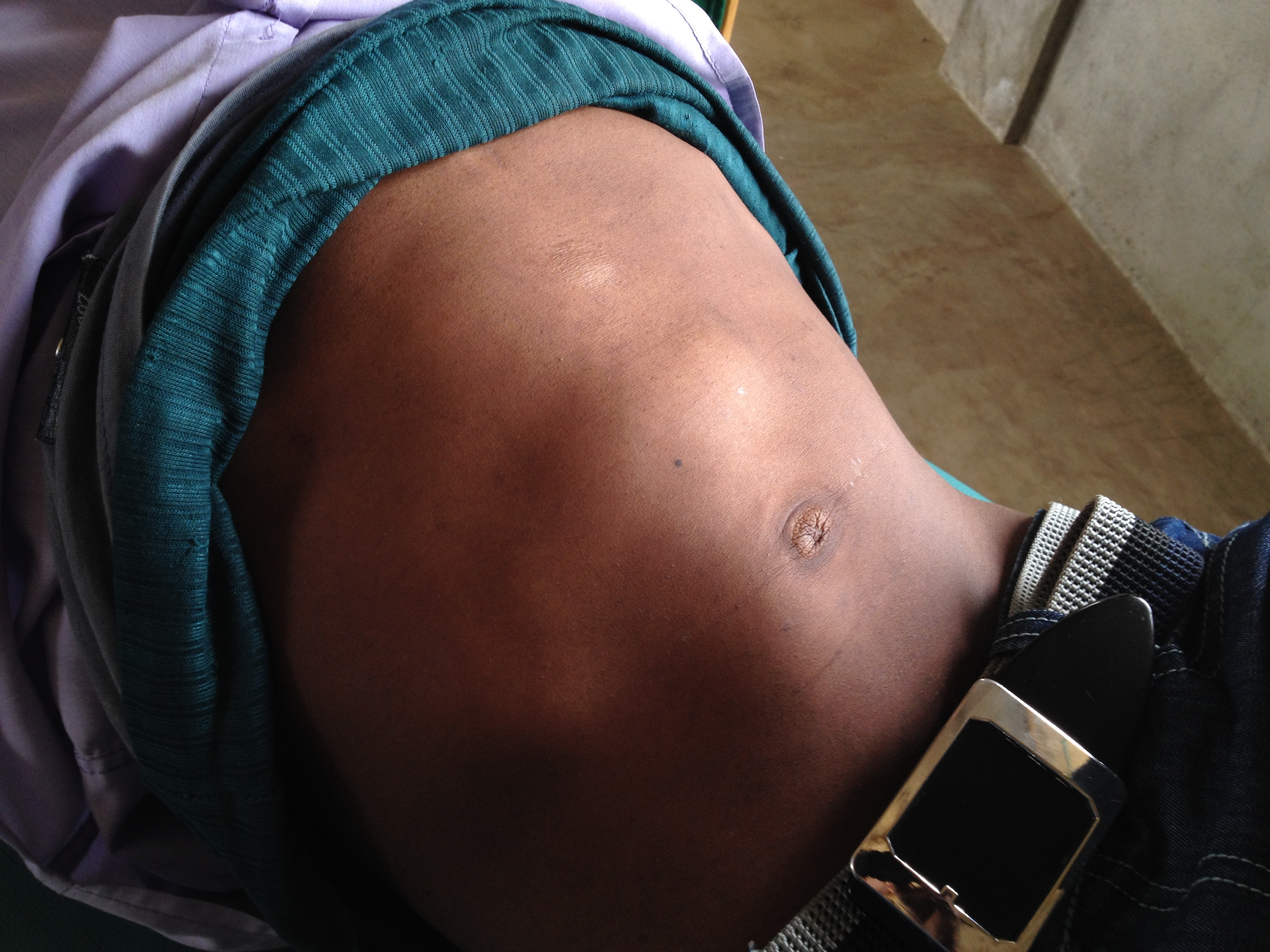
Hépatomégalie clairement visible sous la peau et liée à Carcinome hépatocellulaire dû à une hépatite B.

Le diagnostic d'hépatomégalie se réalise de manière clinique par la palpation d'une masse de l'hypocondre droit et/ou de l'épigastre qui est mobile à la respiration.
Elle s'évalue en nombre de diamètre de doigts entre le rebord inférieur des côtes et le rebord inférieur du foie. Au-delà de la hauteur d'une paume, l'hépatomégalie est importante. Elle est calculable par la flèche hépatique (somme de la longueur du débord hépatique sous-costal + matité sous-costale).
En cas de difficulté pour palper, il est possible de réaliser une échographie abdominale. Cette dernière permet d'affirmer l'hépatomégalie lorsque la distance séparant le sommet du foie et son bord inférieur est supérieure à 12 cm, sur la ligne médioclaviculaire. Elle permet aussi de rechercher la présence d'une tumeur, du rein, de la vessie, des voies biliaires ou du pancréas, une splénomégalie associée, des signes de stéatose ou de cirrhose.

## Étiologie
- Foie hétérogène :
  - Cirrhose
  - Carcinome hépatocellulaire
  - Kystes
  - Abcès
- Foie homogène :
  - Foie cardiaque : insuffisance cardiaque droite
  - Hépatites
  - Syndrome de Budd-Chiari
  - Stéatose hépatique non alcoolique
  - Stéatose hépatique
  - Hémochromatose
  - Maladie de Wilson
  - Syndrome de Reye